# Hélio Duque
Hélio Moacir de Sousa Duque (Andaraí, Bahia, 30 de maio de 1942) é um político brasileiro. Exerceu o mandato de deputado federal constituinte em 1988.
Em 1962, licenciou-se em História pela Universidade Estadual de Londrina (PR) e diplomou-se em Economia pela UNESP em Rio Claro (SP) dois anos depois. Duque se tornou, em 1969, professor do curso de Economia da UEL (Universidade Estadual de Londrina).

## Trajetória Política
Filho de Moema Alves de Sousa e Silvério de Sousa Duque, Hélio Duque foi Presidente da Companhia de Desenvolvimento de Londrina, entre os anos de 1976 e 1977. Já em 1978, foi nomeado deputado federal pelo Paraná, por meio do MDB (Movimento Democrático Brasileiro) – que era o partido que se opunha ao regime militar, instaurado no Brasil em 1964. No ano seguinte, tomou posse de uma cadeira da Câmara. Em 1979, com o fim do bipartidarismo no país, se filiou ao PMDB. 
Em 1980, por meio de um discurso feito na Câmara, exigiu respostas do governo federal, que tinha como presidente João Batista Figueiredo (general), sobre uma área no Mato Grosso, que tinha cerca de um milhão de hectares, vendida pela metade de seu valor real à empresa japonesa Sharp. Duque acusou Amauri Stabile,  então ministro da Agricultura, e um dos filhos de Figueiredo, de terem facilitado a operação – isto é, por meio de incentivos fiscais e vantagens diversas. Para ele, pelo fato de os donos primários da terra serem muitos integrantes da cooperativa Cotriguaçu, a transação por tão baixo preço prejudicaria o Paraná e sua população, além de colaborar para  desnacionalização da estrutura econômica do estado. 
Já em 1981, quando as atividades parlamentares foram iniciadas, Duque introduziu uma PEC (Proposta de Emenda Constitucional) e algumas mudanças no Código Nacional de Telecomunicações, a fim de garantir que fosse concedido ao congresso o direito de opinar na concessão de canais de televisão e rádio.  Com essa proposta, ele tinha como objetivo acabar com a corrupção nesses processos de concessão.
Em 1982, votou contra o “pacto eleitoral”, que impossibilitou a formação do quorum necessário para a efetivação de alterações na Constituição. Indicava como única alternativa, depois das eleições, a chamada de uma Assembleia Nacional Constituinte, a fim de realizar mudanças demandadas da sociedade e mostrar que um pacto novo de poder estava sendo estabelecido.  Nesse ponto, ele sugeriu que oposição aumentasse a discussão ao redor da constituinte, dessa forma, conscientizando a população sobre a relevância de uma Constituição renovada. 

## Vida política
Durante os anos de 1976 e 1977, em que era Presidente da Companhia de Desenvolvimento de Londrina, se elegeu deputado federal no Paraná na legenda do MDB (Movimento Democrático Brasileiro), um partido que se posicionava contra a ditadura militar em 1964 no país, no qual conquistou uma cadeira na câmara. Ainda nessa época, com a reformulação partidária que ocorreu, se juntou ao PMDB (Partido do Movimento Democrático Brasileiro).
O deputado tinha uma presença muito ativa na câmara, com uma visão crítica sobre a economia do país e os privilégios existentes. Em março de 1980, protagonizou um discurso na câmara, exigindo explicações do governo em relação a finalização da venda de uma área de um milhão de hectares no Mato Grosso à multinacional Sharp, com um valor injusto, 50% do valor que deveria ter sido cobrado. Nessa acusação, apontou o Ministro da Agricultura Amauri Stabile e um dos filhos do presidente, como os responsáveis pela facilitação dessa venda por meio de incentivos fiscais e concessões. Na época, Hélio Duque justificou sua acusação no ponto de que as vendas tinham sido feitas com um valor muito baixo e para cooperados da Cotriguaçu, o que prejudicaria o Estado do Paraná e a nacionalização da economia.
No mesmo ano, propôs uma emenda na Constituição Federal, que alterava o parágrafo 35 do artigo 153, permitindo acesso às informações pessoais sobre ele, incluindo dados de órgãos governamentais, a emenda não passou no Congresso. Essa proposta foi elaborada, por que no mesmo ano, um documento sigiloso da divisão de segurança e informações (DSI) do Ministério das Minas e Energia tinha sido divulgado e fez com que muitos contestassem o serviço secreto de informações do governo.
Reiniciou as suas atividades parlamentares em 1981, com uma pretensão de combater a corrupção que ocorria nas concessões de participação do governo na televisão e no rádio, que acontecia por motivos partidários ou de incentivo financeiro. Ele apresentou uma proposta que iria garantir o direito do governo se inserir nas concessões da televisão e do rádio em qualquer momento, fazendo uma emenda no Código Nacional de Telecomunicações. A Comissão de Constituição e Justiça foi consultada ao fim do processo, alegando que a proposta estaria insultando o governo e ex-presidente, e se posicionou contra a iniciativa de Hélio.